# Trittico de Savina
Pour les articles homonymes, voir Trittico (homonymie).
Trittico pour clarinette seule est une œuvre de Carlo Savina composée en 1983. 
Le compositeur reconnu pour ses musiques de film exploite la clarinette pour composer une
musique « appliquée » et explore une variété d'intentions jouée principalement sur des rythmes de danse dans le Trittico.
La pièce comprend trois mouvements :
- Ben ritmato e spiritoso (2 min environ)
- Calmo (4 min environ)
- Vivace (2 min 10 s environ)

La pièce est publiée chez Ricordi à Milan.

## Enregistrements
- Sergio Bosi, 20th-century italian clarinet solos (Naxos, 2012)[1].